# Lijst van afleveringen van The Sopranos
Dit is een lijst met afleveringen van de Amerikaanse televisieserie The Sopranos. De serie telt 6 seizoenen. Een overzicht van alle afleveringen is hieronder te vinden.

## Overzicht
| Seizoen | Seizoen | Afleveringen | Afleveringen | Uitgezonden       | Uitgezonden        |
| Seizoen | Seizoen | Afleveringen | Afleveringen | Eerste aflevering | Laatste aflevering |
| ------- | ------- | ------------ | ------------ | ----------------- | ------------------ |
|         | 1       | 13           | 13           | 10 januari 1999   | 4 april 1999       |
|         | 2       | 13           | 13           | 16 januari 2000   | 9 april 2000       |
|         | 3       | 13           | 13           | 4 maart 2001      | 20 mei 2001        |
|         | 4       | 13           | 13           | 15 september 2002 | 8 december 2002    |
|         | 5       | 13           | 13           | 7 maart 2004      | 6 juni 2004        |
|         | 6       | 21           | 12           | 12 maart 2006     | 4 juni 2006        |
| 9       | 6       | 21           | 8 april 2007 | 10 juni 2007      |                    |

## Afleveringen

### Seizoen 1 (1999)
| Nr. | Afl. | Titel                              | Regisseur              | Schrijver                                     | Uitzenddatum     |
| --- | ---- | ---------------------------------- | ---------------------- | --------------------------------------------- | ---------------- |
| 1   | 1    | The Sopranos                       | David Chase            | David Chase                                   | 10 januari 1999  |
| 2   | 2    | 46 Long                            | Dan Attias             | David Chase                                   | 17 januari 1999  |
| 3   | 3    | Denial, Anger, Acceptance          | Nick Gomez             | Mark Saraceni                                 | 24 januari 1999  |
| 4   | 4    | Meadowlands                        | John Patterson         | Jason Cahill                                  | 31 januari 1999  |
| 5   | 5    | College                            | Allen Coulter          | James Manos, Jr. David Chase                  | 7 februari 1999  |
| 6   | 6    | Pax Soprana                        | Alan Taylor            | Frank Renzulli                                | 14 februari 1999 |
| 7   | 7    | Down Neck                          | Lorraine Senna Ferrara | Robin Green Mitchell Burgess                  | 21 februari 1999 |
| 8   | 8    | The Legend of Tennessee Moltisanti | Tim van Patten         | Frank Renzulli David Chase                    | 28 februari 1999 |
| 9   | 9    | Boca                               | Andy Wolk              | Jason Cahill & Robin Green & Mitchell Burgess | 7 maart 1999     |
| 10  | 10   | A Hit Is a Hit                     | Matthew Penn           | Joe Bosso Frank Renzulli                      | 14 maart 1999    |
| 11  | 11   | Nobody Knows Anything              | Henry J. Bronchtein    | Frank Renzulli                                | 21 maart 1999    |
| 12  | 12   | Isabella                           | Allen Coulter          | Robin Green Mitchell Burgess                  | 28 maart 1999    |
| 13  | 13   | I Dream of Jeannie Cusamano        | John Patteron          | David Chase                                   | 4 april 1999     |

### Seizoen 2 (2000)
| Nr. | Afl. | Titel                                     | Regisseur           | Schrijver                                       | Uitzenddatum     |
| --- | ---- | ----------------------------------------- | ------------------- | ----------------------------------------------- | ---------------- |
| 14  | 1    | ...Guy Walks Into a Psychiatrist's Office | Allen Coulter       | Jason Cahill                                    | 16 januari 2000  |
| 15  | 2    | Do Not Resuscitate                        | Martin Bruestle     | Robin Green & Mitchell Burgess & Frank Renzulli | 23 januari 2000  |
| 16  | 3    | Toodle-fucking-oo                         | Lee Tamahori        | Frank Renzulli                                  | 30 januari 2000  |
| 17  | 4    | Commendatori                              | Tim van Patten      | David Chase                                     | 6 februari 2000  |
| 18  | 5    | Big Girls Don't Cry                       | Tim van Patten      | Terence Winter                                  | 13 februari 2000 |
| 19  | 6    | The Happy Wanderer                        | John Patterson      | Frank Renzulli                                  | 20 februari 2000 |
| 20  | 7    | D-Girl                                    | Allen Coulter       | Todd A. Kessler                                 | 27 februari 2000 |
| 21  | 8    | Full Leather Jacket                       | Allen Coulter       | Robin Green & Mitchell Burgess                  | 5 maart 2000     |
| 22  | 9    | From Where to Eternity                    | Henry J. Bronchtein | Michael Imperioli                               | 12 maart 2000    |
| 23  | 10   | Bust-Out                                  | John Patterson      | Frank Renzulli & Robin Green & Mitchell Burgess | 19 maart 2000    |
| 24  | 11   | House Arrest                              | Tim van Patten      | Terence Winter                                  | 26 maart 2000    |
| 25  | 12   | The Knight in White Satin Armor           | Allen Coulter       | Robin Green & Mitchell Burgess                  | 2 april 2000     |
| 26  | 13   | Funhouse                                  | John Patterson      | David Chase Todd A. Kessler                     | 9 april 2000     |

### Seizoen 3 (2001)
| Nr. | Afl. | Titel                                | Regisseur           | Schrijver | Uitzenddatum  |
| --- | ---- | ------------------------------------ | ------------------- | --- | ------------- |
| 27  | 1    | Mr. Ruggerio's Neighbourhood         | Allen Coulter       | David Chase | 4 maart 2001  |
| 28  | 2    | Proshai, Livushka                    | Tim van Patten      | David Chase | 4 maart 2001  |
| 29  | 3    | Fortunate Son                        | Henry J. Bronchtein | Todd A. Kessler | 11 maart 2001 |
| 30  | 4    | Employee of the Month                | John Patterson      | Robin Green Mitchell Burgess                                                                                                 | 18 maart 2001 |
| 31  | 5    | Another Toothpick                    | Jack Bender         | Terence Winter | 25 maart 2001 |
| 32  | 6    | University                           | Allen Coulter       | Verhaal: David Chase Terence Winter Todd A. Kessler Robin Green Mitchell Burgess Script: Terence Winter Salvatore J. Stabile | 1 april 2001  |
| 33  | 7    | Second Opinion                       | Tim van Patten      | Lawrence Konner | 8 april 2001  |
| 34  | 8    | He is Risen                          | Allen Coulter       | Robin Green, Mitchell Burgess & Todd A. Kessler                                                                              | 15 april 2001 |
| 35  | 9    | The Telltale Moozadell               | Dan Attias          | Michael Imperioli | 22 april 2001 |
| 36  | 10   | ...To Save Us All from Satan's Power | Jack Bender         | Robin Green Mitchell Burgess                                                                                                 | 29 april 2001 |
| 37  | 11   | Pine Barrens                         | Steve Buscemi       | Verhaal: Tim van Patten Terence Winter Script: Terence Winter                                                                | 6 mei 2001    |
| 38  | 12   | Amour Fou                            | Tim van Patten      | Verhaal: David Chase Script: Terence Winter                                                                                  | 13 mei 2001   |
| 39  | 13   | Army of One                          | John Patterson      | David Chase & Lawrence Konner                                                                                                | 20 mei 2001   |

### Seizoen 4 (2002)
| Nr. | Afl. | Titel                            | Regisseur           | Schrijver | Uitzenddatum      |
| --- | ---- | -------------------------------- | ------------------- | --- | ----------------- |
| 40  | 1    | For All Debts Public and Private | Allen Coulter       | David Chase | 15 september 2002 |
| 41  | 2    | No Show                          | John Patterson      | Terence Winter David Chase | 22 september 2002 |
| 42  | 3    | Christopher                      | Tim van Patten      | Verhaal: Michael Imperioli Maria Laurino Scipt: Michael Imperioli                                                                | 29 september 2002 |
| 43  | 4    | The Weight                       | Jack Bender         | Terence Winter | 6 oktober 2002    |
| 44  | 5    | Pie-O-My                         | Henry J. Bronchtein | Robin Green Mitchell Burgess | 13 oktober 2002   |
| 45  | 6    | Everybody Hurts                  | Steve Buscemi       | Michael Imperioli | 20 oktober 2002   |
| 46  | 7    | Watching Too Much Television     | John Patterson      | Verhaal: David Chase Robin Green Mitchell Burgess Terence Winter Script: Terence Winter Nick Santora                             | 27 oktober 2002   |
| 47  | 8    | Mergers and Acquisitions         | Dan Attias          | Verhaal: David Chase Robin Green Mitchell Burgess Terence Winter Script: Lawrence Konner                                         | 3 november 2002   |
| 48  | 9    | Whoever Did This                 | Tim van Patten      | Robin Green Mitchell Burgess | 10 november 2002  |
| 49  | 10   | The Strong, Silent Type          | Alan Taylor         | Verhaal: David Chase Script: Terence Winter Robin Green Mitchell Burgess                                                         | 17 november 2002  |
| 50  | 11   | Calling All Cars                 | Tim van Patten      | Verhaal: David Chase Robin Green Mitchell Burgess Terence Winter Script: David Chase Robin Green Mitchell Burgess David Flebotte | 24 november 2002  |
| 51  | 12   | Eloise                           | James Hayman        | Terence Winter | 1 december 2002   |
| 52  | 13   | Whitecaps                        | John Patterson      | Robin Green Mitchell Burgess David Chase                                                                                         | 8 december 2002   |

### Seizoen 5 (2004)
| Nr. | Afl. | Titel                        | Regisseur         | Schrijver                                | Uitzenddatum  |
| --- | ---- | ---------------------------- | ----------------- | ---------------------------------------- | ------------- |
| 53  | 1    | Two Tonys                    | Tim van Patten    | Terence Winter David Chase               | 7 maart 2004  |
| 54  | 2    | Rat Pack                     | Alan Taylor       | Matthew Weiner                           | 14 maart 2004 |
| 55  | 3    | Where's Johnny?              | John Patterson    | Michael Caleo                            | 21 maart 2004 |
| 56  | 4    | All Happy Families...        | Rodrigo Garcia    | Toni Kalem                               | 28 maart 2004 |
| 57  | 5    | Irregular Around the Margins | Allen Coulter     | Robin Green Mitchell Burgess             | 4 april 2004  |
| 58  | 6    | Sentimental Education        | Peter Bogdanovich | Matthew Weiner                           | 11 april 2004 |
| 59  | 7    | In Camelot                   | Steve Buscemi     | Terence Winter                           | 18 april 2004 |
| 60  | 8    | Marco Polo                   | John Patterson    | Michael Imperioli                        | 25 april 2004 |
| 61  | 9    | Unidentified Black Males     | Tim van Patten    | Matthew Weiner Terence Winter            | 2 mei 2004    |
| 62  | 10   | Cold Cuts                    | Mike Figgis       | Robin Green Mitchell Burgess             | 9 mei 2004    |
| 63  | 11   | The Test Dream               | Allen Coulter     | David Chase Matthew Weiner               | 16 mei 2004   |
| 64  | 12   | Long Term Parking            | Tim van Patten    | Terence Winter                           | 23 mei 2004   |
| 65  | 13   | All Due Respect              | John Patterson    | David Chase Robin Green Mitchell Burgess | 6 juni 2004   |

### Seizoen 6 (2006-2007)
| Nr. | Afl. | Titel                                | Regisseur      | Schrijver                                                   | Uitzenddatum   |
| --- | ---- | ------------------------------------ | -------------- | ----------------------------------------------------------- | -------------- |
| 66  | 1    | Members Only                         | Tim van Patten | Terence Winter                                              | 12 maart 2006  |
| 67  | 2    | Join the Club                        | David Nutter   | David Chase                                                 | 19 maart 2006  |
| 68  | 3    | Mayham                               | Jack Bender    | Matthew Weiner                                              | 26 maart 2006  |
| 69  | 4    | The Fleshy Part of the Thigh         | Alan Taylor    | Diane Frolov Andrew Schneider                               | 2 april 2006   |
| 70  | 5    | Mr. & Mrs. John Sacrimoni Request... | Steve Buscemi  | Terence Winter                                              | 9 april 2006   |
| 71  | 6    | Live Free or Die                     | Tim van Patten | David Chase, Terence Winter, Robin Green & Mitchell Burgess | 16 april 2006  |
| 72  | 7    | Luxury Lounge                        | Danny Leiner   | Matthew Weiner                                              | 23 april 2006  |
| 73  | 8    | Johnny Cakes                         | Tim van Patten | Diane Frolov Andrew Schneider                               | 30 april 2006  |
| 74  | 9    | The Ride                             | Alan Taylor    | Terence Winter                                              | 7 mei 2006     |
| 75  | 10   | Moe n' Joe                           | Steve Shill    | Matthew Weiner                                              | 14 mei 2006    |
| 76  | 11   | Cold Stones                          | Tim van Patten | Diane Frolov Andrew Schneider David Chase                   | 21 mei 2006    |
| 77  | 12   | Kaisha                               | Alan Taylor    | Terence Winter David Chase Matthew Weiner                   | 4 juni 2006    |
| 78  | 13   | Soprano Home Movies                  | Tim van Patten | Diane Frolov Andrew Schneider David Chase Matthew Weiner    | 8 april 2007   |
| 79  | 14   | Stage 5                              | Alan Taylor    | Terence Winter                                              | 15 april 2007  |
| 80  | 15   | Remember When                        | Phil Abraham   | Terence Winter                                              | 22 aprils 2007 |
| 81  | 16   | Chasing It                           | Tim van Patten | Matthew Weiner                                              | 29 april 2007  |
| 82  | 17   | Walk Like a Man                      | Terence Winter | Terence Winter                                              | 6 mei 2007     |
| 83  | 18   | Kennedy and Heidi                    | Alan Taylor    | Matthew Weiner David Chase                                  | 13 mei 2007    |
| 84  | 19   | The Second Coming                    | Tim van Patten | Terence Winter                                              | 20 mei 2007    |
| 85  | 20   | The Blue Comet                       | Alan Taylor    | David Chase Matthew Weiner                                  | 3 juni 2007    |
| 86  | 21   | Made in America                      | David Chase    | David Chase                                                 | 10 juni 2007   |